# La ricetta del campione
La ricetta del campione è un brano musicale scritto e interpretato dal cantante italiano Luca Dirisio, pubblicato nel 2006 come secondo singolo estratto dall'album La vita è strana.
Il singolo è stato distribuito nei negozi il 19 maggio 2006. Il brano ha preso parte anche alla manifestazione Festivalbar 2006.

## Il video
Il video musicale prodotto per La ricetta del campione è stato prodotto dalla Run Multimedia e diretto dal regista Gaetano Morbioli.
Il soggetto del video è lo stesso Luca che dimostra come sia preferibile una vita semplice e umile piuttosto che uno stile di vita mondano e privo di ogni valore dove a prevalere sono l'egoismo suffragato dall'eccesso di soldi, escort e droga. Esistono due versioni del video musicale: una dove è visibile il pugno scagliato contro Dirisio (appena sbattuto fuori da un locale) da parte di un tale contro cui egli ha urtato con la spalla; l'altra è censurata e omette la scena sopracitata.
Gran parte del video è stato girato all'interno della discoteca Sesto Senso di Desenzano Del Garda.

## Tracce
CD Single Ariola 82876848242
1. La ricetta del campione - 3:20
2. La ricetta del campione (Strumentale) - 3:20
3. Sparirò (Video)

## Classifiche
| Classifica dei singoli | Posizione |
| ---------------------- | --------- |
| Italia                 | 39        |